# Robert Blauhut
Robert Blauhut (* 22. Mai 1911 in Korneuburg; † 10. September 1978 in Bregenz) war ein österreichischer Lehrer und Schriftsteller.

## Leben
Nach Abschluss seines Studiums arbeitete er neben seiner Tätigkeit als Mittelschullehrer für Deutsch und kaufmännische Fächer als Dozent an den Volkshochschulen Bregenz, Zürich und Friedrichshafen. Er gehörte zu den wenigen Lehrern, die sich mit neuer Literatur beschäftigten. Robert Blauhut war ein wichtiger Förderer und Begleiter der neuen Autorengeneration in Vorarlberg, wie Inge Dapunt, Monika Helfer, Elisabeth Wäger-Häusle, Herbert Häusle, Michael Köhlmeier, Ingrid Puganigg, Kurt Bracharz, Christian Mähr, Eva Schmidt, der etwas ältere Oscar Sandner oder der türkisch-österreichische Lyriker Kundeyt Şurdum.
Blauhut verfasste neben vielen wissenschaftlichen Texten auch Hörfunktexte wie Der Mensch im Räderwerk der Organisation.

## Werke
- Die goldene Kugel
- Drei Tage Karzer
- Die Brücke zur roten Feuerlilie
- Der Tod des Priesterkönigs. Adalbert Stifters letzte Stunden
- Sprachminiaturen über Vorarlberg (1977)
- Ich spucke nicht auf Delacroix (1978)
- Mann im Niemandsland